# Tuija Sikiö
Tuija Marketta Sikiö (ur. 23 listopada 1969 w Ruokolahti) – fińska biathlonistka. W Pucharze Świata zadebiutowała 22 stycznia 1990 roku w Anterselvie, zajmując ósme miejsce w biegu indywidualnym. Tym samym już w swoim debiucie zdobyła pierwsze pucharowe punkty. Nigdy nie stanęła na podium zawodów indywidualnych, jednak dwukrotnie dokonała tego w drużynie, w tym 18 marca 1990 roku w Kontiolahti wspólnie z Tuiją Vuoksialą, Seiją Hyytiäinen i Pirjo Mattilą zajęła drugie miejsce w biegu drużynowym. Najlepsze wyniki osiągnęła w sezonie 1990/1991, kiedy zajęła 22. miejsce w klasyfikacji generalnej. W 1990 roku wystąpiła na mistrzostwach świata w Mińsku/Oslo, gdzie zajęła 27. miejsce w sprincie. Była też między innymi siódma w biegu drużynowym i trzynasta w biegu indywidualnym podczas mistrzostw świata w Lahti w 1991 roku. W 1992 roku wystartowała na igrzyskach olimpijskich w Albertville, zajmując 14. miejsce w biegu indywidualnym, 45. miejsce w sprincie i piąte w sztafecie. Brała też udział w igrzyskach w Lillehammer dwa lata później, gdzie uplasowała się na 38. pozycji w biegu indywidualnym, 24. pozycji w sprincie i 10. pozycji w sztafecie.

## Osiągnięcia

### Igrzyska olimpijskie
| Rok  | Miejscowość | Konkurencje | Konkurencje | Konkurencje | Konkurencje | Konkurencje | Konkurencje | Konkurencje |
| Rok  | Miejscowość | IN          | SP          | PU          | MS          | RL          | MR          | SR          |
| ---- | ----------- | ----------- | ----------- | ----------- | ----------- | ----------- | ----------- | ----------- |
| 1992 | Albertville | 14.         | 45.         | nd.         | nd.         | 5.          | nd.         | –           |
| 1994 | Lillehammer | 38.         | 24.         | nd.         | nd.         | 10.         | nd.         | –           |

### Mistrzostwa świata
| Rok  | Miejscowość | Konkurencje | Konkurencje | Konkurencje | Konkurencje | Konkurencje | Konkurencje | Konkurencje |
| Rok  | Miejscowość | IN          | SP          | PU          | MS          | RL          | MR          | SR          |
| ---- | ----------- | ----------- | ----------- | ----------- | ----------- | ----------- | ----------- | ----------- |
| 1990 | Mińsk/Oslo  | –           | 27.         | nd.         | nd.         | –           | nd.         | –           |
| 1991 | Lahti       | 13.         | 30.         | nd.         | nd.         | 8.          | nd.         | –           |
| 1993 | Borowec     | 17.         | 25.         | nd.         | nd.         | 10.         | nd.         | –           |

### Puchar Świata

#### Miejsca w klasyfikacji generalnej
| Sezon     | Miejsce |
| --------- | ------- |
| 1989/1990 | 26.     |
| 1990/1991 | 22.     |
| 1991/1992 | 26.     |
| 1992/1993 | 60.     |
| 1993/1994 | 50.     |
| 1994/1995 | -       |

#### Miejsca na podium chronologicznie
Sikiö nigdy nie stanęła na podium zawodów PŚ.